# Grafkapel
Een grafkapel is een bouwwerk dat de functie heeft van een graf. Vaak bestaat een grafkapel uit een bovengronds deel, dat de vorm − en vaak ook de functie − van een kapel heeft, en een ondergronds deel dat als grafkelder dient voor één of meerdere graftombes. Soms ontbreekt de grafkelder en bevinden zich de graftombes bovengronds in een wand met grafnissen. Een monumentale en soms niet-religieuze grafkapel wordt soms aangeduid als een mausoleum.
Grafkapellen werden meestal opgericht voor adellijke families (bijvoorbeeld de grafkapel De Loë) of rijke burgers (bijvoorbeeld de grafkapel van de familie Van Abbe). Daarnaast bestaan er grafkapellen voor bisschoppen, abten en andere hooggeplaatste geestelijken, alsmede voor huisabdijen, kapittels of andere kloosterorden.
De voornaamste functie van de grafkapel is om er voor het zielenheil van de overledenen te bidden. Meestal bevindt zich in de kapel een altaar met een kruisbeeld, kaarsen en bloemen. Vaak werd aan een kapelaan of rector ("altarist") de opdracht gegeven om hier bij bepaalde gelegenheden een zielenmis op te dragen. Daarnaast kan een grafkapel een statussymbool zijn; niet iedereen kon zich een dergelijk bouwwerk veroorloven.

## Enkele voorbeelden

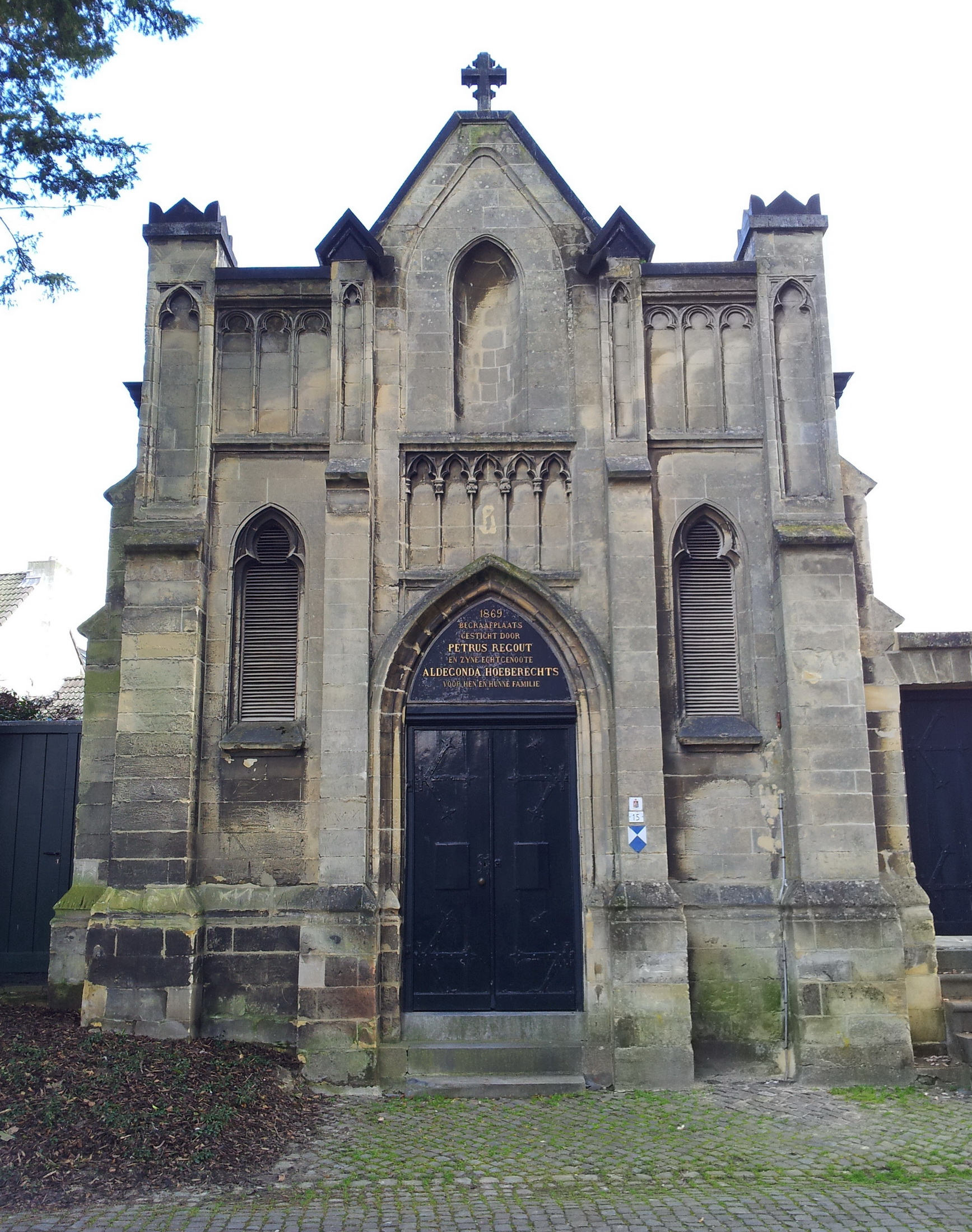
Grafkelder van de familie Regout, Meerssen
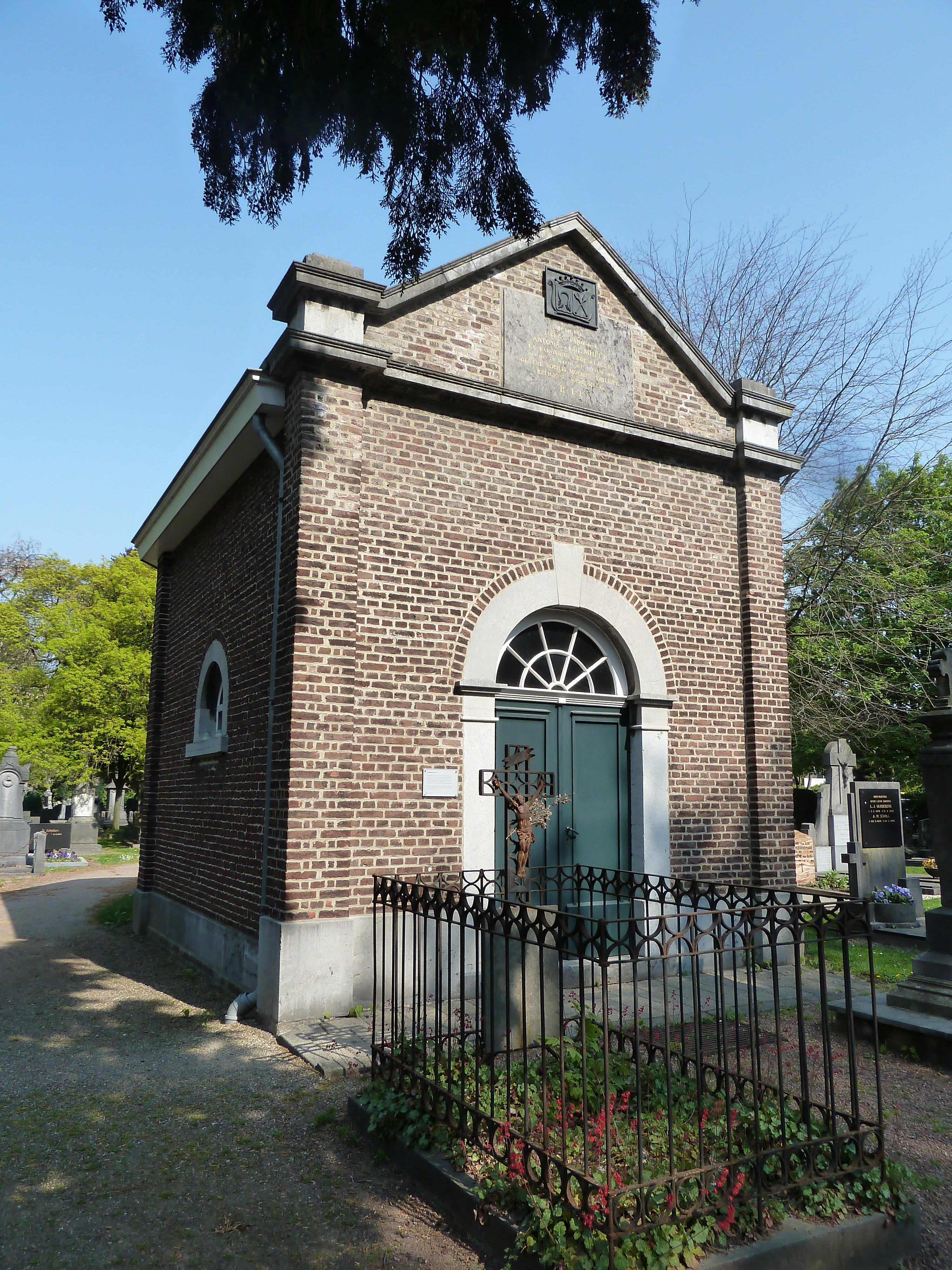
Grafkapel De Loë, Heerlen
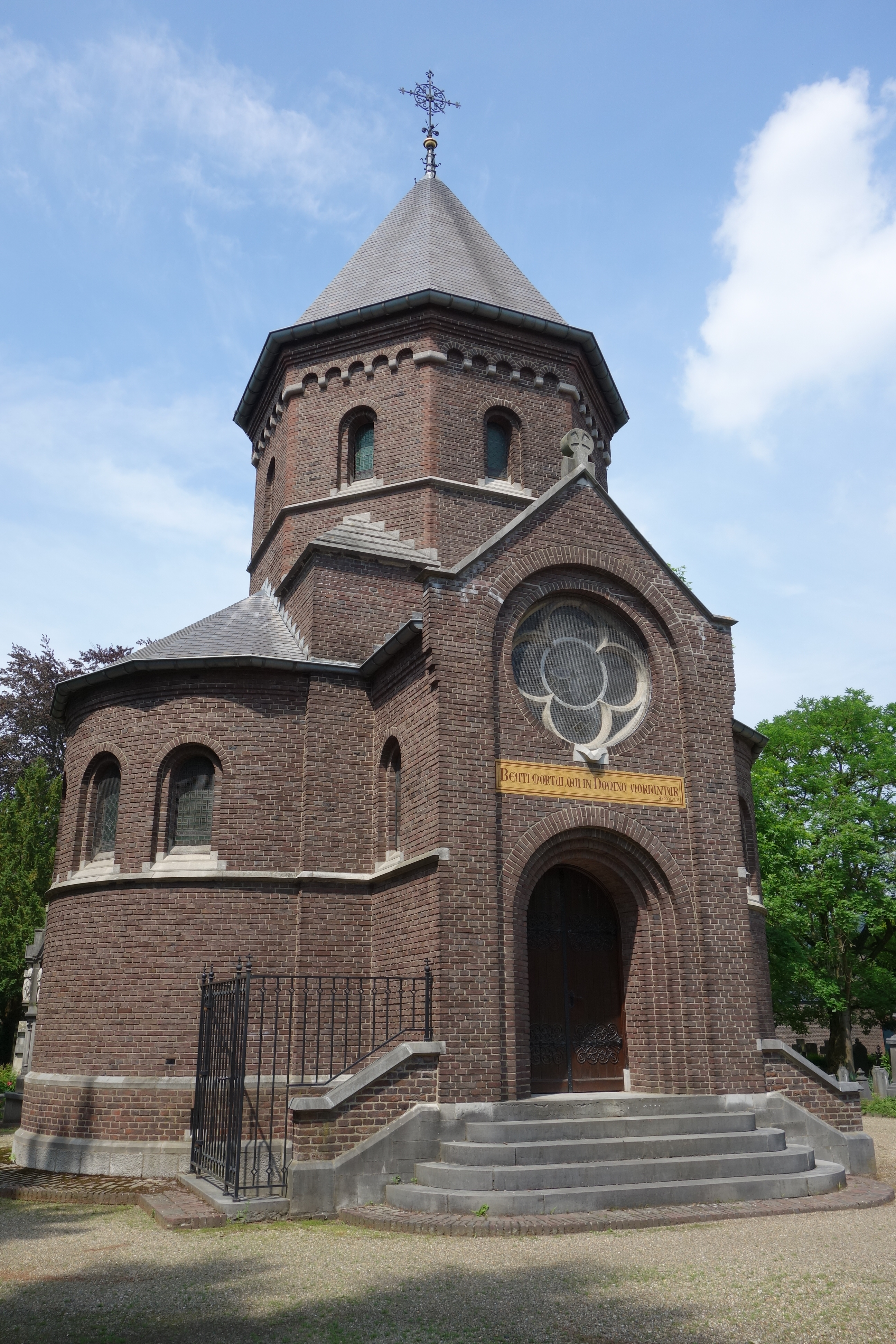
Bisschoppelijke grafkapel, Roermond
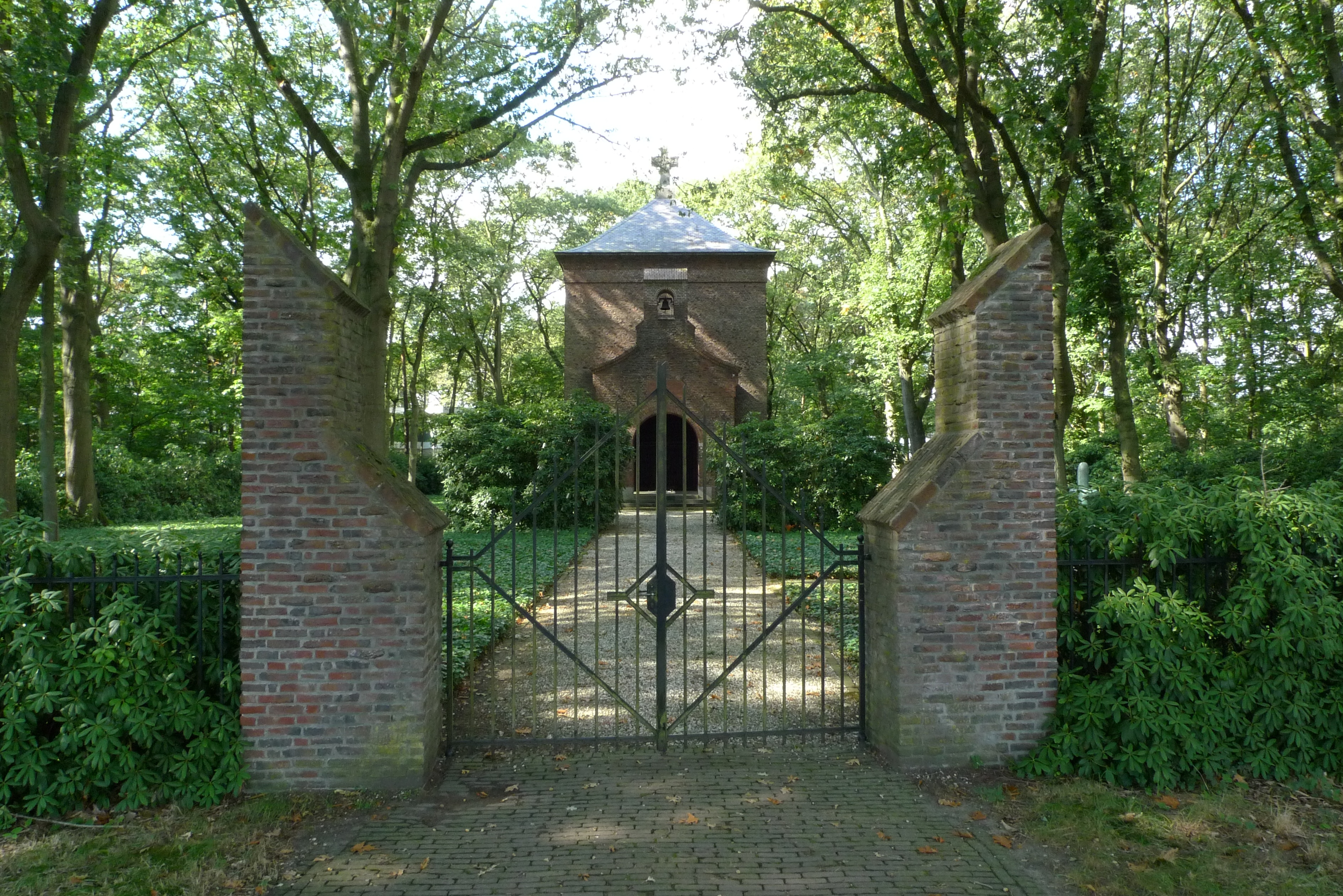
Grafkapel van de familie Van Abbe, Eindhoven
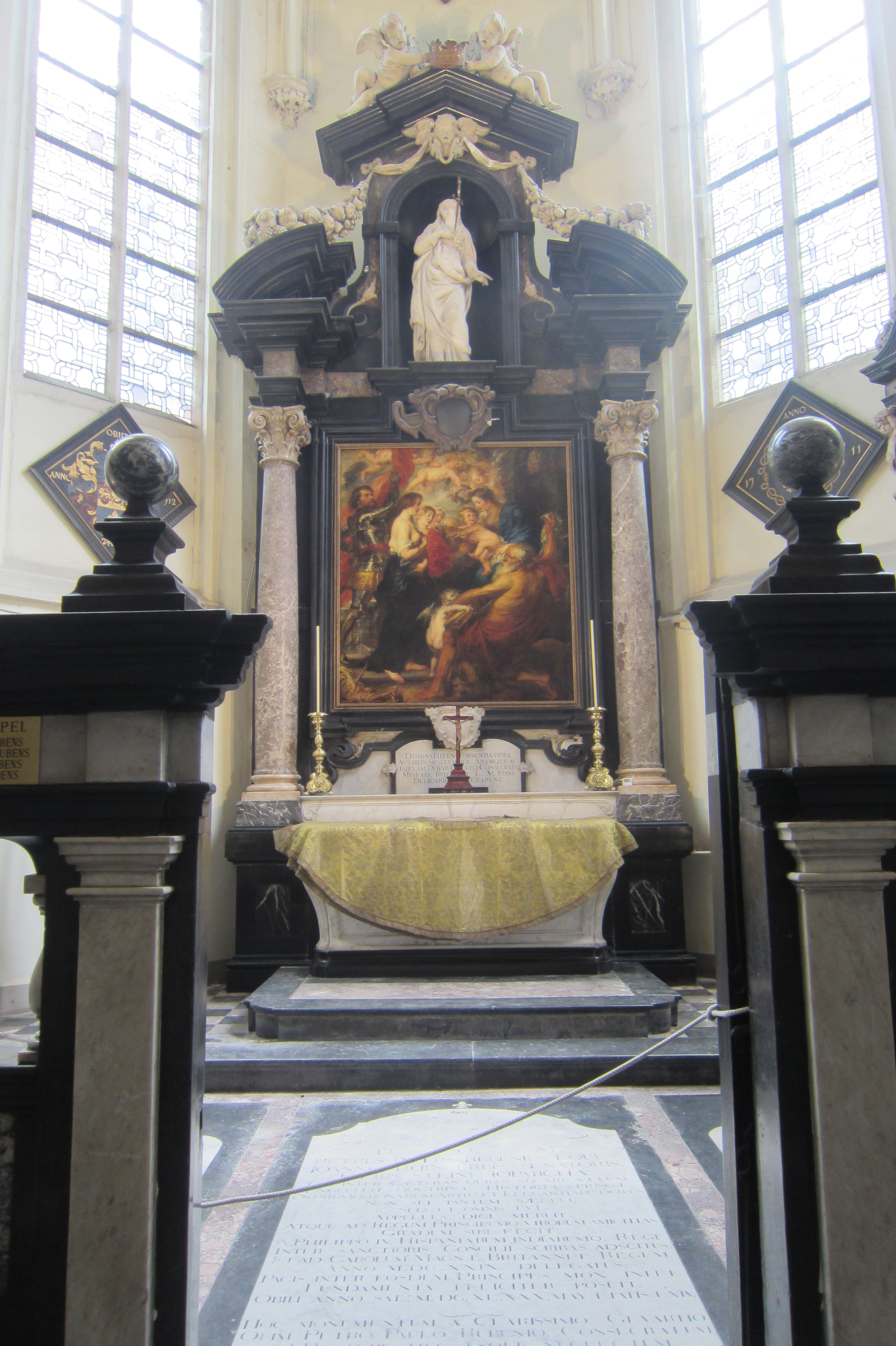
Grafkapel van de familie Rubens, Antwerpen
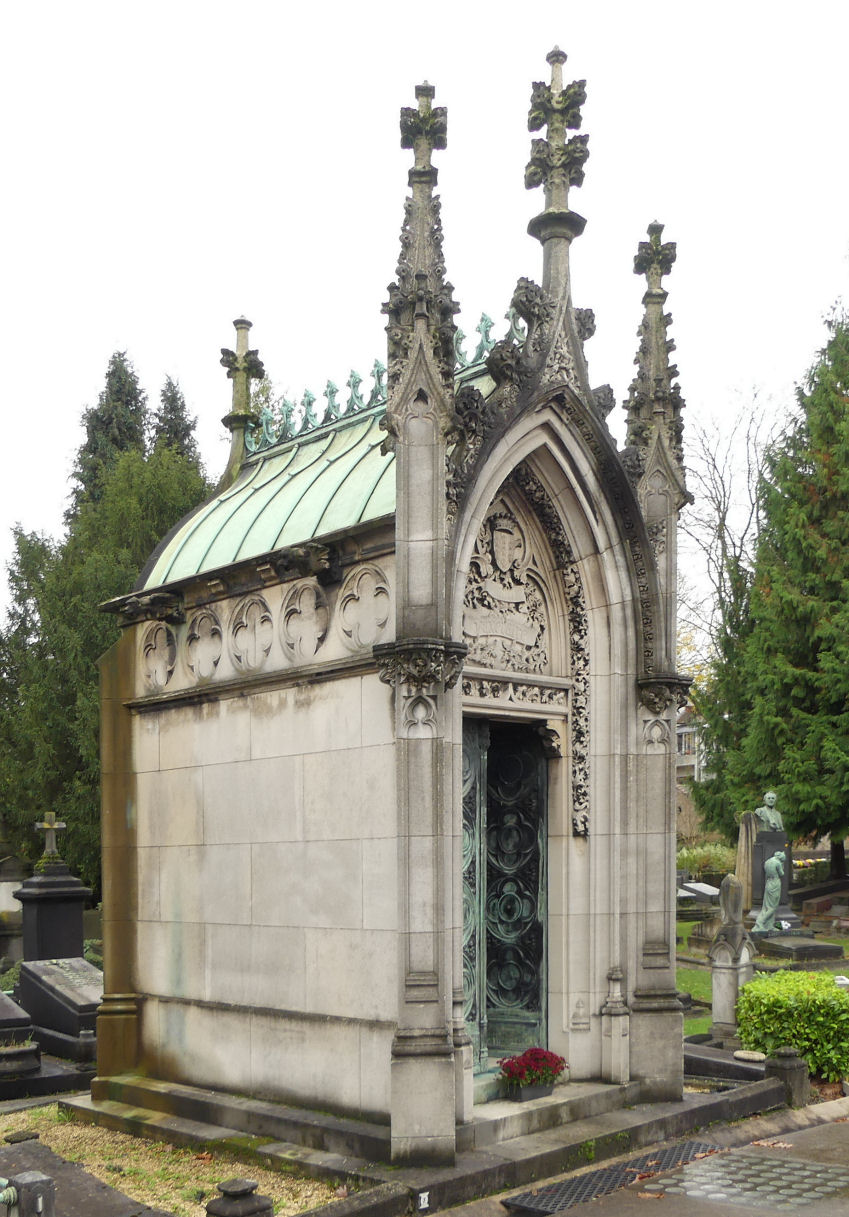
Neogotische grafkapel van Frans Vaxelaire, Laken